# ميس بيتني
ميس بيتني (الاسم العلمي:Celtis petenensis) هو نوع من النباتات يتبع جنس الميس من الفصيلة القنبية.